# Großschönau (Saxe)
Pour les articles homonymes, voir Großschönau.
Großschönau est une commune de Saxe (Allemagne), située dans l'arrondissement de Görlitz, dans le district de Dresde à la frontière de la République tchèque.

## Personnalité de la commune
- Johann Eleazar Schenau (1737-1806), peintre du XVIIIe siècle né à Großschönau.
- Friedrich Schneider (1786-1853), compositeur né à Waltersdorf.
- Ernst Friedrich Richter (1808-1879), compositeur né à Großschönau.
- Heinrich Julius Kämmel (1813-1881), enseignant né à Saalendorf.